# AVIF
AV1 Image File Format (AVIF) est un format ouvert de fichier image permettant de sauvegarder des images ou séquences d'images au format compressé avec AV1 avec le format de conteneur HEIF. Il est développé par le consortium Alliance for Open Media. Il concurrence le format HEIC qui utilise le même format de conteneur, conçu à partir de ISOBMFF (en), mais HEVC pour la compression. La version 1.0.0 des spécifications du format AVIF a été finalisée en février 2019. Les spécifications d'AV2 qui devrait lui succéder sont, en 2023, en cours d'écriture et est implémenté à titre expérimental dans libavif à partir de la 1.0.0 sortie le 24 août de la même année.
AVIF supporte :
- Des espaces de couleur multiples, dont :
  - HDR (avec la fonction de transfert Perceptual Quantizer ou la fonction de transfert HLG (en), les couleurs primaires et l'espace couleur BT.2100)[3]
  - SDR (avec sRGB / BT.709 ou avec large gamme de couleur)
  - L'indication de l'espace de couleur par des profils CICP (ITU-T H.273 and ISO/IEC 23091-2) ou ICC
- La compression sans perte ou la compression avec pertes
- Une profondeur de couleur de 8, 10 ou 12 bits [4]
- Les couleurs monochromes (pour canaux alpha/depth) ou RGB
- sous-échantillonnage de la chrominance 4:2:0, 4:2:2, 4:4:4
- Granularité de film photo[5]

## Gestion par les logiciels
Le 14 décembre 2018 Netflix publie la première image .avif  En novembre 2020, un exemple d'image HDR avec la fonction de transfert PQ et les couleurs primaires BT.2020 est publié.
Logiciels
- Navigateurs Web
  - En août 2020, Google Chrome avec la version 85 apporte le support complet d'AVIF[7]. Le support est ajouté dans la version 89 pour Android[Quand ?][8].
  - En octobre 2021, Mozilla Firefox 93 est publié avec le support complet d'AVIF[9].
  - En janvier 2024, Microsoft Edge 121 est publié avec le support complet d'AVIF[10].
  - Webkit ajoute le support d'AVIF en mars 2021[11].
  - Brave supporte également le format AVIF
- Visionneurs d'image
  - qView (depuis 2020, soit la version 4.0)[12]
  - XnView
  - DigiKam
  - gThumb
  - Gwenview
  - ImageMagick[13]
  - ImageGlass[14]
  - IrfanView supporte également la lecture de fichiers image au format AVIF[15]
- Logiciel de compression et traitement multimédia
  - FFmpeg supporte le décodage et l'encodage d'AVIF, ainsi que son intégration dans des vidéos AV1.
- Lecteur multimédia
  - VLC lit les fichiers AVIF dès la version 3.0.0 [16].
- Logiciel d'édition et retouche d'image
  - GIMP supporte le format AVIF depuis octobre 2020[17].
  - Darktable supporte libavif.
  - Paint.net ajoute le support d'AVIF en septembre 2019[18], et la génération de fichier au format AVIF depuis aout 2020[19].
- Bibliothèques image
  - libavif - bibliothèque portable pour l'encodage et le décodage de fichiers AVIF.
  - libheif  - ISO/IEC 23008-12:2017 HEIF avec codeur/décodeur AVIF.
  - SAIL - bibliothèque indépendante de tout format, supporte AVIF à partir de libavif.
  - sdl2_image - bibliothèque de lecture d'image de l'API multimédia Simple DirectMedia Layer.

Systèmes d'exploitation
- Android 12 sortie en octobre 2021 ajoute le support natif d'AVIF, sans devenir le format par défaut pour l'appareil photos[20].
- Microsoft annonce  le support pour Windows 10 avec la release "19H1" incluant le support dans l'explorateur de fichier, Paint et différents APIs[21].
- Haiku propose depuis la version R1 beta 4 un traducteur permettant à toutes les applications d'utiliser les images AVIF[22].
- Debian a introduit dans ses dépôts la bibliothèque libavif à partir du 15 août 2020 [23].

Langages de programmation
- PHP: la version 8.1 inclut le support d'AVIF dans l'extension GD[24].

Autres
- exiftool (en) supporte le format AVIF format pour la lecture/écriture des meta-données EXIF, depuis la v11.79.